# Ніканчиков Олексій Володимирович
Олексій Володимирович Ніканчиков (30 липня 1940 , Ягодне, Магаданська область  — 28 січня 1972 , Мінськ ) — радянський фехтувальник на шпагах, срібний призер Олімпійських ігор 1968 року, чемпіон світу.

## Виступи на Олімпіадах
| Олімпіада   | Дисципліна          | Місце |
| ----------- | ------------------- | ----- |
| Токіо 1964  | командна шпага      | 7     |
| Мехіко 1968 | індивідуальна шпага | 9     |
| Мехіко 1968 | командна шпага      | 2     |